# Ziziphus guaranitica
Ziziphus guaranitica är en brakvedsväxtart som beskrevs av Gustaf Oskar Andersson Malme. Ziziphus guaranitica ingår i släktet Ziziphus och familjen brakvedsväxter. Inga underarter finns listade i Catalogue of Life.